# Каобанг
Каобанг (вьет. Cao Bằng) — город в северо-восточной части Вьетнама. Административный центр провинции Каобанг.

## История
В ходе Первой Индокитайской войны близ города Каобанг произошло важное сражение, послужившее первой решающей победой Вьетминя, разгромившего войска французской армии.
В 2012 году статус городка местного значения Каобанг был повышен до статуса города провинциального подчинения, с изменением площади почти вдвое увеличилась численность населения.

## География
Абсолютная высота — 204 метра над уровнем моря. Расположен примерно в 30 км к югу от границы с Китаем. Расположен в 283 км от Ханоя.

## Население
По данным на 2013 год численность населения составляет 48 116 человек.
Динамика численности населения города по годам:
| 1989   | 2000   | 2013   |
| ------ | ------ | ------ |
| 27 785 | 36 700 | 48 116 |